# Idea vicetia
Idea vicetia är en fjärilsart som beskrevs av Hans Fruhstorfer 1911. Idea vicetia ingår i släktet Idea och familjen praktfjärilar. Inga underarter finns listade i Catalogue of Life.